# Connie Jeans
Constance Mabel Jeans, detta Connie (Nottingham, 23 agosto 1899 – Falmouth, 31 marzo 1984), è stata una nuotatrice britannica, specializzata nello stile libero.

## Palmarès
- Giochi olimpici

Anversa 1920: argento nella staffetta 4x100 metri stile libero.
Parigi 1924: argento nella staffetta 4x100 metri stile libero.